# Hörnum (Sylt)

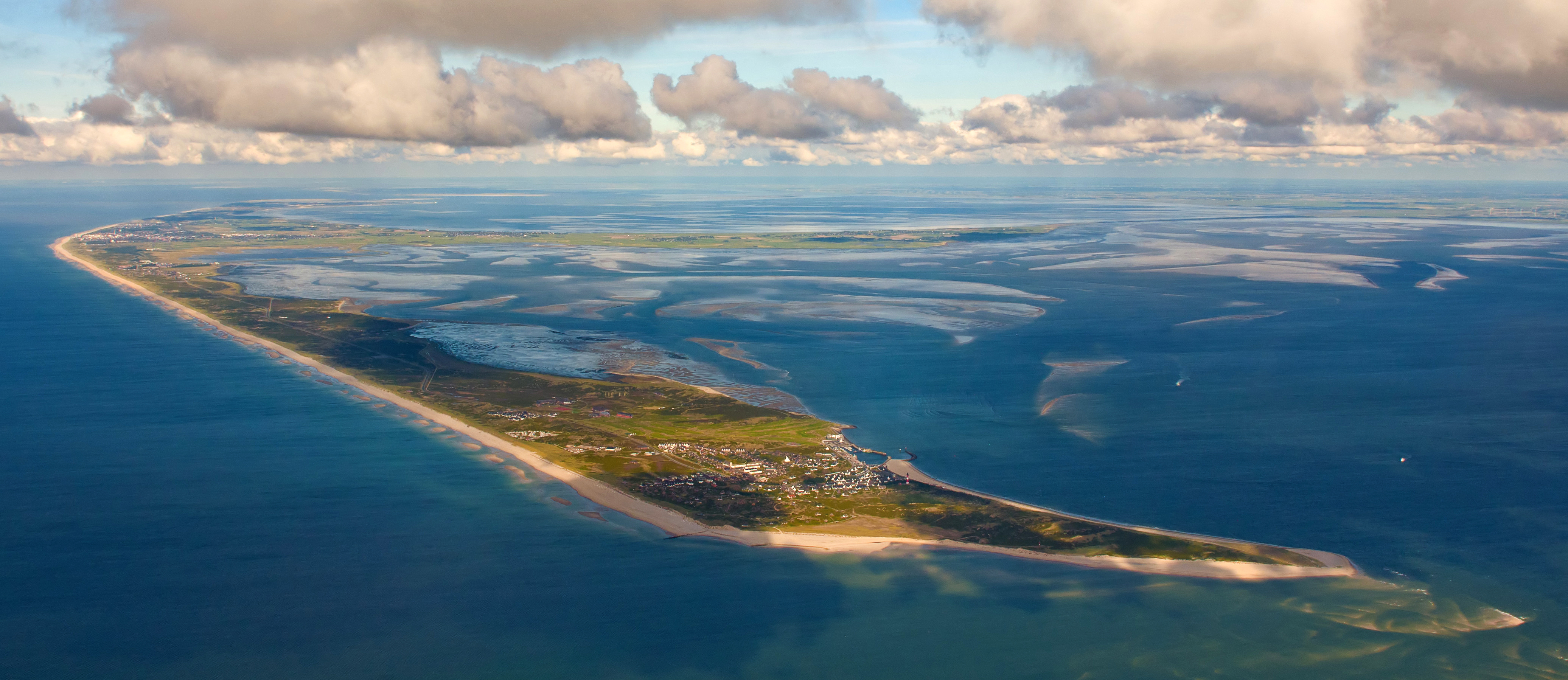
Südspitze der Insel Sylt mit Hörnum, Luftaufnahme von 2013

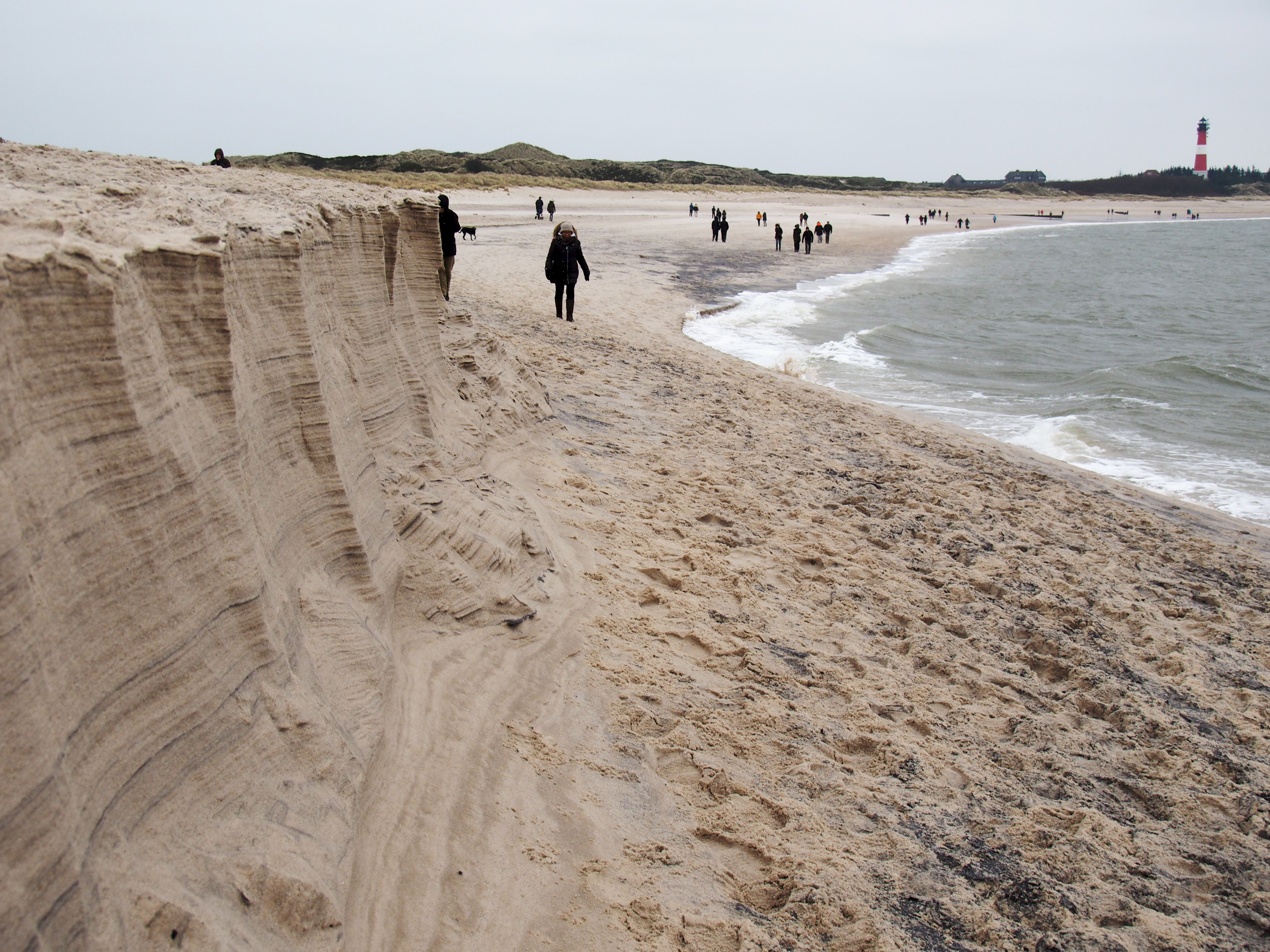
Abbruchkante an der Südspitze von Hörnum

Hörnum (Sylt) (nordfriesisch Hörnem (Söl), dänisch Hørnum (Sild)) ist eine Gemeinde im Kreis Nordfriesland in Schleswig-Holstein. Sie liegt an der Spitze des südlichen Nehrungshakens der Insel Sylt. Die Gemeinde Hörnum gehört dem Amt Landschaft Sylt an. Hörnum Odde liegt im Gemeindegebiet.

## Geschichte

### Erste Besiedlung
Obwohl sich bereits vor 1500 Fischer erstmals in der Gegend angesiedelt haben sollen, erfolgte die erste urkundliche Erwähnung 1649, damals noch unter dem Namen Hornum.
Die Ortsbezeichnung Hörnum kannte jedoch bereits der Chronist Muchel–Madis (* 11. November 1572 in Morsum; † 21. Januar 1651), der in seiner Chronik von einem Schiffsuntergang „1571 … vor Hörnum“ berichtete. 1648 wurde die Gegend um den heutigen Ort auch auf einer Karte von Johannes Mejer (1606–1674) als „Hörnum“ erwähnt. Die Südspitze der Insel blieb aber noch lange Zeit unbesiedelt, denn problematisch waren für die Besiedlung des Ortes nicht nur Sturmfluten, sondern auch die Wanderdünen, die immer wieder Häuser unter dem feinen Sand verschwinden ließen. Erst Ende des 18. Jahrhunderts konnte dem durch gezielte Bepflanzung der Dünen mit Strandhafer weitgehend Einhalt geboten werden.
„Auf Hörnum“, wie die gesamte Südhalbinsel Sylts genannt wurde, lebten zunächst nur einige Fischer. Von 1765 bis etwa 1785 stand ein Haus in den Dünen beim Budersand. Es diente zur Bergung von Strandgut, wurde aber bald darauf von Amrumern und Rantumern abgetragen. 1787 waren nur noch die Grundsteine zu sehen. Bis zum Beginn des 20. Jahrhunderts war Hörnum dann unbewohnt. Bei Strandungsfällen, die in dieser Zeit vor Hörnum oft vorkamen, waren oft Amrumer als erste zur Stelle, um die lukrative Bergung durchzuführen. Der zuständige Strandvogt lebte im 14 Kilometer entfernten Rantum, so dass die Amrumer mit Segelschiffen oft vor den Syltern das gestrandete Schiff erreichten.

### Ab 1900
Die ersten festen Gebäude entstanden erst mit dem Bau des HAPAG-Anlegers und der Inselbahn zu Beginn des 20. Jahrhunderts. Es handelte sich um den mittlerweile abgerissenen Inselbahnhof und das ehemalige HAPAG-Haus, später „Hotel Bettina“ – zuletzt „Hörnumer Fischreuse“.
Lange Zeit bereits verfügte Hörnum über einen tidenunabhängigen Naturhafen östlich des Budersands, der jedoch nur wenig Beachtung fand. Erst nachdem eine hölzerne Anlegebrücke errichtet worden war, konnte am 29. Juni 1901 eine regelmäßige Verbindung ab Hamburg mit Zwischenstopp in Cuxhaven aufgenommen werden. Mit dieser neuen Anlegebrücke für den HAPAG-Seebäderdienst Hamburg-Helgoland-Hörnum entwickelte sich rasch eine kleine Siedlung auf die Landzunge Hörnum. Damit stieg auch die Bedeutung als Hafenort. Von nun an verkehrte auch die Inselbahn zwischen Hörnum und Westerland. Da die Insel erst 1927 durch den Bau des Hindenburgdamms mit dem Festland verbunden wurde, erfreute sich diese Verbindung allgemeiner Beliebtheit. Die Inselbahn war bis 1970 in Betrieb und führte über Westerland hinaus bis zum nördlichsten Ort Deutschlands, List auf Sylt am Nordostende der Insel. Die Schienentrasse wurde rückgebaut und ist seitdem Radweg.
1906 wurde der Hörnumer Wasserturm im damals populärem „Ruinendesign“ errichtet, nach dem Anschluss Hörnums an die insulare Wasserversorgung wurde er überflüssig und 1967 abgebrochen.

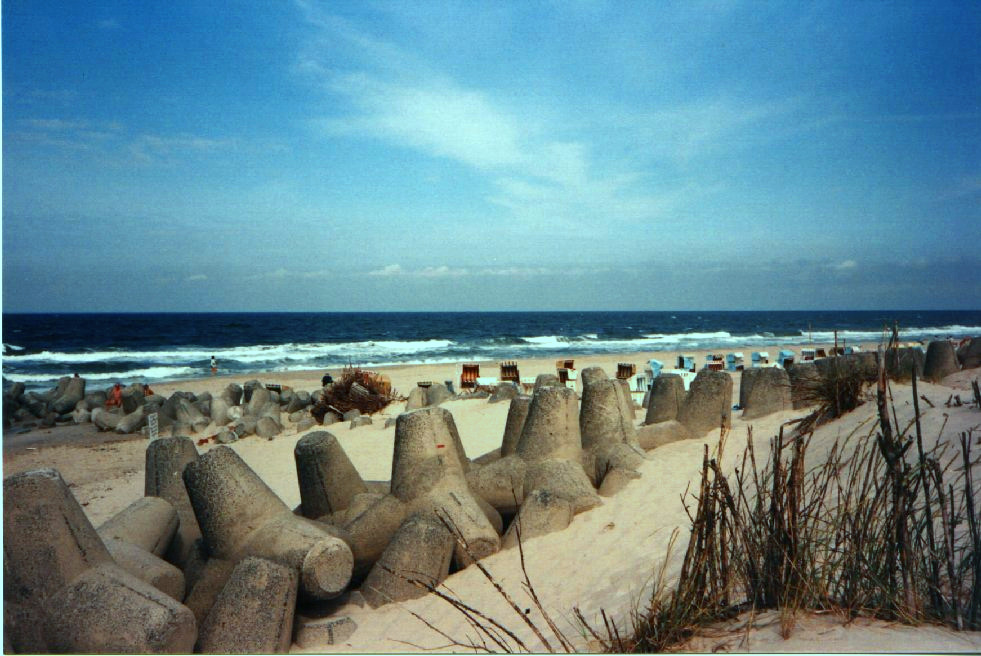
Beton-Tetrapoden am Strand von Hörnum sollen dem Küstenschutz dienen.

Am 8. August 1907 erhielt Hörnum einen 33,5 Meter hohen Leuchtturm, der in so genannter Serienbauweise erstellt wurde. Westerhever und die Insel Pellworm erhielten einen Leuchtturm gleicher Bauart. Zwischen 1918 und 1933 diente der Leuchtturm Hörnum auch als Schule, der Unterricht fand in 30 Metern Höhe statt. Am Ende des Ersten Weltkrieges zählte Hörnum 21 Einwohner, die von Rantum mitverwaltet wurden. In beiden Weltkriegen galt Hörnum als strategisch wichtiges Ziel, das besonderer Verteidigung bedurfte.

### Militärische Bedeutung in den Weltkriegen
Für die Soldaten der so genannten Inselwache entstanden Anfang des Jahrs 1914 die ersten Baracken und Lager in den Dünen nördlich und westlich des Ortes. Zu Beginn des Ersten Weltkrieges wurden auf den Inseln Sylt, Amrum und Rømø Inselwachen aufgestellt, die sich telegrafisch untereinander verständigten. Vom Lister Ellenbogen bis zur Hörnumer Südspitze wurden Bunker und Unterstände in den Sylter Dünen errichtet und telefonisch miteinander verbunden. Zumeist ältere, einheimische Soldaten hatten die Aufgabe, den Horizont nach feindlichen Truppen abzusuchen, doch den Feind bekamen sie im Kriegsverlauf nie zu sehen. Die Insel blieb von unmittelbaren Kampfhandlungen verschont.
Während des Zweiten Weltkriegs wurden im Ort erneut Soldaten stationiert. Der Hafen unterhalb des Budersands wurde erheblich erweitert und zu einem Schutzhafen ausgebaut. Auch wurde nördlich des Schutzhafens ein Landeplatz für Wasserflugzeuge eingerichtet. 1935 rüstete die Luftwaffe mit einem Seefliegerhorst und einer „militärischen Siedlung Hörnum“ weiter auf. Die Wohnsiedlung (Architekt: Ferdinand Keilmann) setzt sich stadtplanerisch betrachtet aus zwei Teilen zusammen: der so genannten „Roten Siedlung“, die in rotem Ziegelmauerwerk errichtet ist, und der „Weißen Siedlung“, deren Häuser aus weiß getünchten Ziegeln errichtet sind. Der Zweite Weltkrieg verhinderte, dass die Wohnsiedlungen entsprechend den Planungen der Nationalsozialisten fertiggestellt wurden. Lücken der im Stil der Gartenstadt angelegten Siedlungen sind daher durch Gebäude aus der Zeit nach dem Krieg gefüllt wurden.
Mit Errichtung des Seefliegerhorstes und der zugehörigen Siedlungen stieg die Bevölkerungszahl auf über 1000 an. Kurz darauf gab es den ersten Strom aus dem eigenen Kraftwerk und 1942 wurde Hörnum an die Trinkwasserversorgung Westerlands angeschlossen.

### Nachkriegszeit
1947 bot Hörnum kurzfristig für über 2000 Heimatvertriebene der Ostgebiete in den zahlreichen leerstehenden Soldatenunterkünften Unterkunft und rund 40 Helgoländer Familien ließen sich nach der Evakuierung ihrer Insel in Hörnum nieder. Mit Wirkung zum 1. Oktober 1948 trennte sich Hörnum von der Nachbargemeinde Rantum ab und wurde eine eigenständige Gemeinde. Schon zwei Jahre später erhielt sie das Prädikat Nordseebad. Der Zustrom an Badegästen und „Neuhörnumern“ begann. 
1948 wurde mit Hilfe von Spendengeldern der Norwegischen Europahilfe eine Holzhütte als Kirche eingerichtet. Sie bekam den Namen Sankt Martin. Nachdem 1970 die Sankt Thomas-Kirche eingeweiht worden war, diente Sankt Martin kurzzeitig als Kindergarten und Abstellraum für Strandkörbe. Seit 1974 ist dieses sogenannte Norwegerhaus Sitz der Hörnumer Niederlassung der Schutzstation Wattenmeer und seit 1989 auch des Jugendtreffs Hörnum. 1985 wurde die Holzhütte nach dem Hörnumer Lehrer und Naturschützer Kuno Ehlfeldt benannt.
1948 erhielt Hörnum Anschluss an das Straßennetz; die zunächst einspurige Betonplatten-Fahrbahn, auch als „Straße der Höflichkeit“ bekannt, wurde 1969 um eine zweite Spur erweitert.

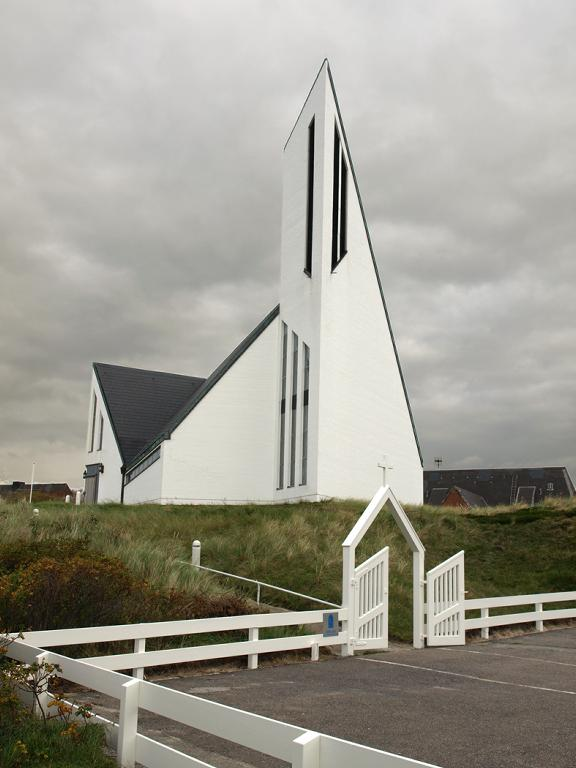
Kirche St. Thomas

1960 errichtete man die heute wegen ihrer Reetdächer bekannte Kersigsiedlung in den Hörnumer Dünen. 1962 folgte die katholische Sankt-Josef-Kirche und 1969/1970 die markante evangelische Sankt-Thomas-Kirche, nach dem Entwurf des Niebüller Architekten Martin-Bernhard Christiansen. Bei letztgenannter handelt es sich um Schleswig-Holsteins jüngste denkmalgeschützte Kirche. Sie ist in Form eines weißen Segels gebaut. Eine weitere Besonderheit dieser Kirche ist das Votivschiff, welches im Kirchenraum hängt: Es handelt sich um ein Modell des Raddampfers „Cobra“, der ab 1901 auf der Linie Hamburg–Hörnum verkehrte und zusammen mit der Inselbahn einen wesentlichen Beitrag zur Erschließung des Raumes Hörnum leistete.
Die an der Straße An der Düne gelegene örtliche dänische Schule wurde in den 1960er Jahren geschlossen und später unter dem Namen Hørnumhus als Jugendherberge des dänischen Jugendverbandes genutzt.

### Touristische Entwicklung seit den 1970er Jahren
Mitte der 1970er Jahre wurde das Kurmittelhaus errichtet (Eröffnung: 1977), 2002 erhielt der Hörnumer Hafen eine kleine Verjüngungskur. Es entstanden der Hörnumer Yachtclub und eine neue Verkaufsstelle der Adler-Reederei. In den darauffolgenden Jahren wurden nach und nach verschiedene Straßenzüge saniert.
Im Jahr 1994 wurde die Pidder-Lüng-Kaserne, die aus dem Seefliegerhorst hervorgegangen war, endgültig geschlossen. Nach dem Abriss aller Kasernengebäude im Jahr 2003 entstand auf dem Gelände ein naturnah gestalteter Golfplatz mit Clubhaus und Golfhotel im Fünf-Sterne-Standard.
1999 schloss das alte Kurmittelhaus, das sogenannte Haus des Kurgastes, weil es einem zeitgemäßen Kurbetrieb nicht mehr entsprach und zudem defizitär arbeitete. An gleicher Stelle entstand ab Ende April 2007 eine Hotelanlage der Schweizer Hapimag-Gruppe. Das Hotel mit Restaurant wurde am 27. Februar 2009 eröffnet. Auf der Düne am Hauptstrandzugang wurde seither ein neues Restaurant eröffnet.

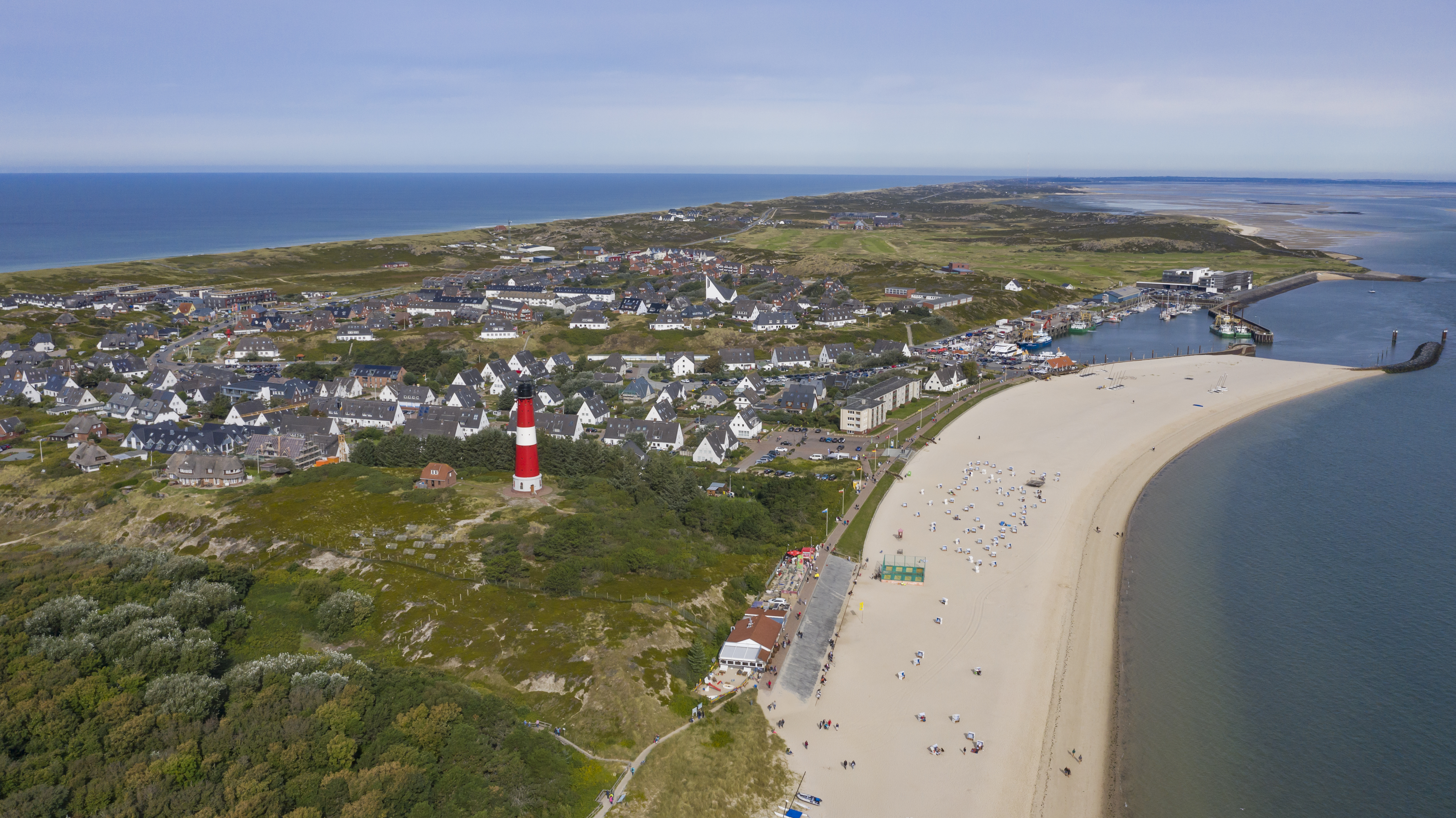
Blick auf Hörnum mit Leuchtturm

## Politik

### Gemeindevertretung
Bei der Gemeindewahl am 14. Mai 2023 waren insgesamt 11 Sitze zu vergeben. Von diesen erhielt die Allgemeine Wählergemeinschaft Hörnum 6 Sitze und die CDU 5 Sitze.

### Bürgermeister
Aktueller Bürgermeister ist Udo Hanrieder von der AWGH.

### Wappen
Blasonierung: „Über blauem Schildfuß, darin ein linksgewendetes goldenes Muschelhorn, in Gold ein roter Leuchtturm mit silbernem Mittelteil, von dessen Laterne beidseitig Blitzsignale in Form vierstrahliger roter Sterne ausgehen.“

## Tourismus und Sehenswürdigkeiten

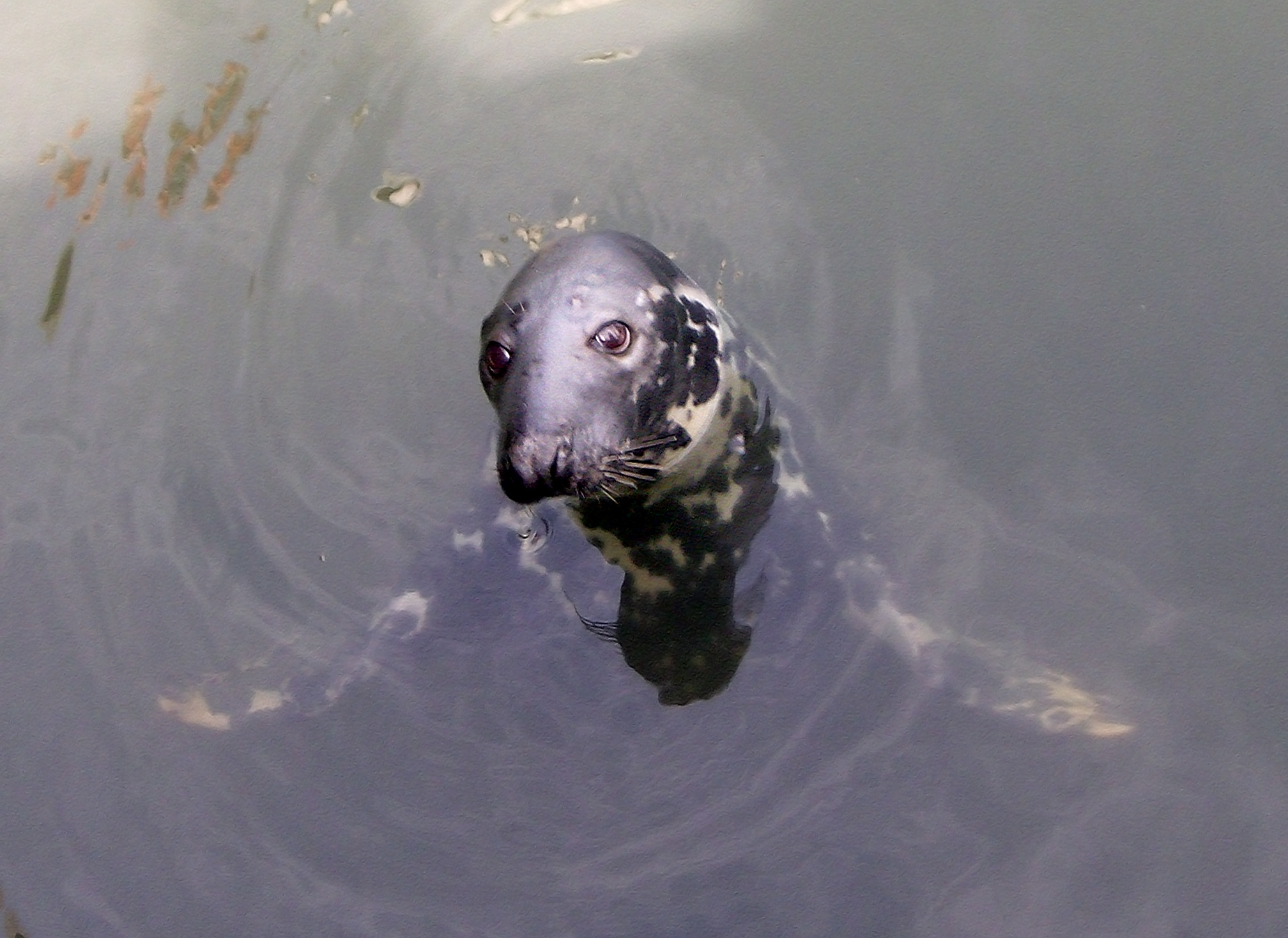
Kegelrobbe Willi im Hafenbecken

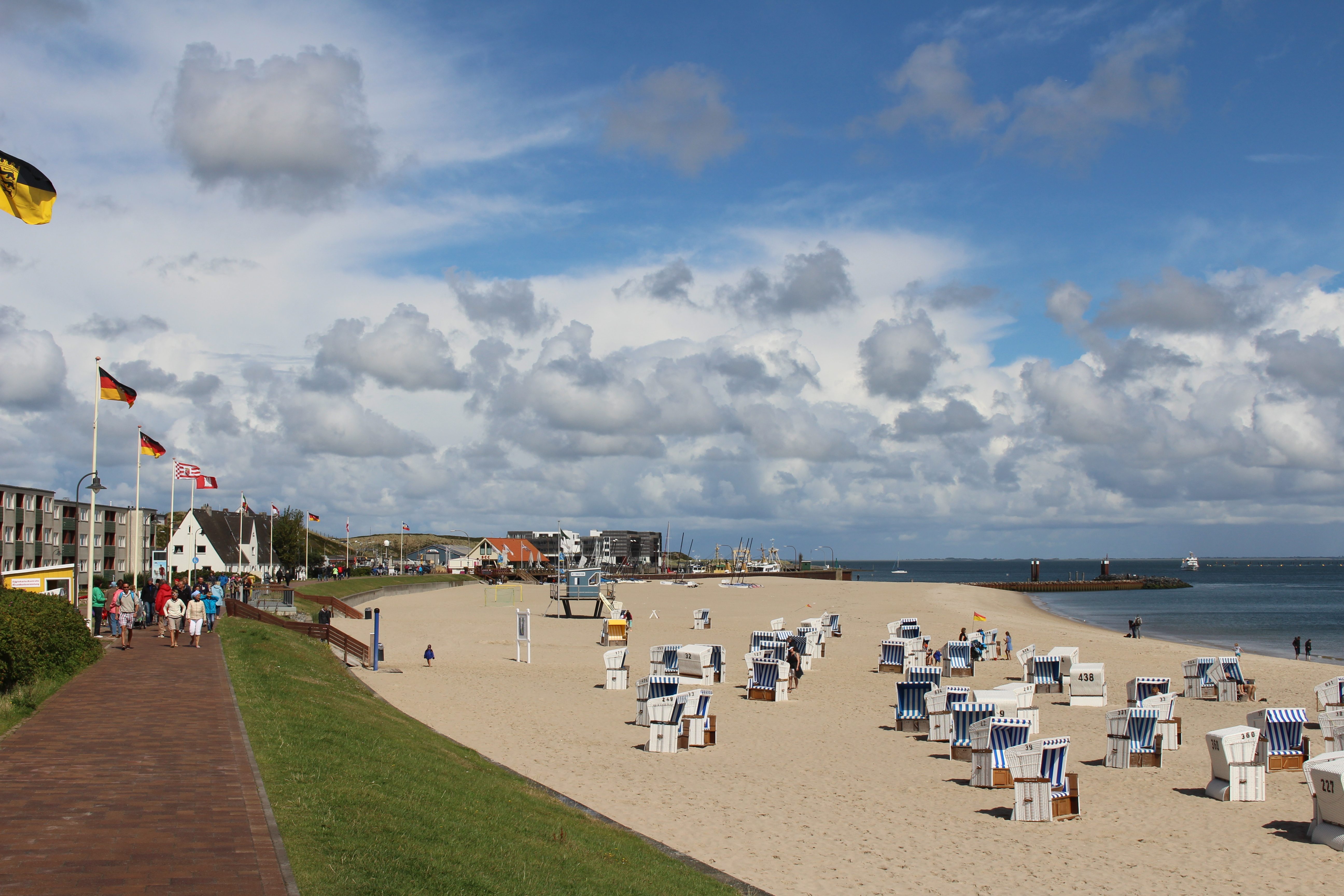
Promenade am Hörnumer Oststrand

Wurde von Hörnum aus ursprünglich nur Fischerei, später auch Walfang betrieben, so ist heute der Tourismus Haupteinnahmequelle.
Die Strände an der Ost- und Westseite des Ortes sowie der Hafen und die Dünenlandschaft stellen das touristische Kapital des Ortes dar. Eine beliebte Route für Wattwanderungen führt entlang der Ostseite der Insel bis nach Rantum. Die Schutzstation Wattenmeer, die in Hörnum eine Niederlassung betreibt – seit 2013 Nationalpark-Ausstellung Arche Wattenmeer in der profanierten St.-Josefs-Kirche –, organisiert Informationsveranstaltungen über das Wattenmeer und die Salzwiesen und sensibilisiert die Touristen für den Schutz dieser Landschaft. Eine weitere Attraktion des Ortes ist die Rundwanderung um die Hörnum-Odde, die Südspitze der Insel Sylt, die durch Erosion ständig schrumpft. Nach dem Sturmtief Erwin im Winter/Frühjahr 2005 verlor die Hörnum-Odde erneut rund 20 Meter. Von der Südspitze bietet sich dem Besucher bei guter Sicht der Ausblick auf die südöstlich gelegenen Nachbarinseln Föhr und Amrum. 

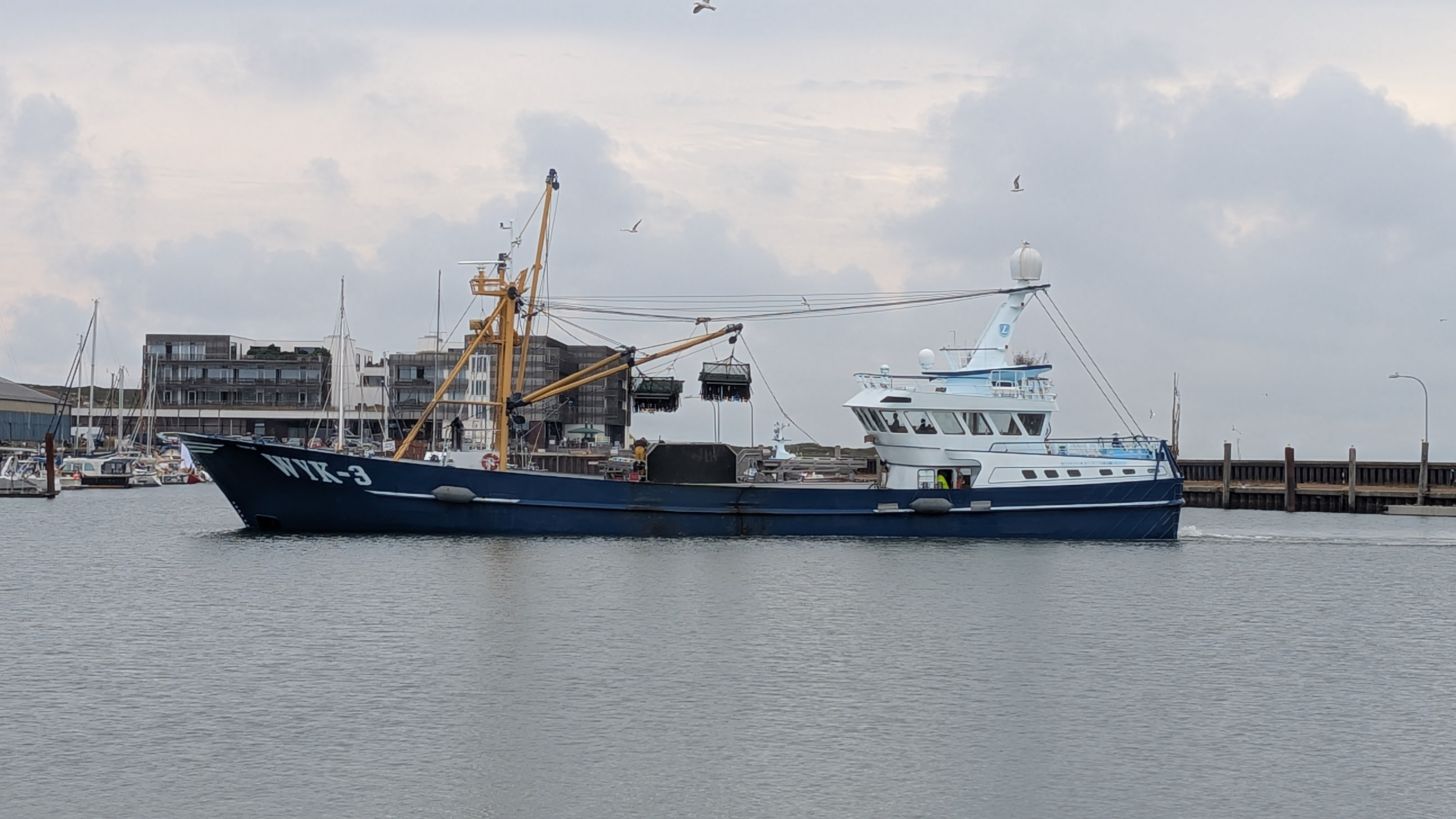
Muschelkutter im Hafen Hörnum

Im Hafenbecken findet sich seit 1991 regelmäßig die weibliche Kegelrobbe „Willi“ ein, die von Touristen mit Heringen gefüttert wird.
Im Hafengebiet werden regelmäßig Bücher- und Antiquitätenmärkte veranstaltet. Jährlich findet am ersten Augustwochenende das Hafenfest statt, bei dem der Höhepunkt ein großes Feuerwerk ist.

## Rettungsstation der DGzRS
Seit 1971 hat die Deutsche Gesellschaft zur Rettung Schiffbrüchiger die Rettungsstation am Hafen von Hörnum wieder besetzt und mit einem Seenotrettungsboot ausgestattet, um die Flachwassergebiete vor der Südspitze von Sylt rettungstechnisch abzusichern.

## Anstieg Meeresspiegel
Global ist der Meeresspiegel im Durchschnitt allein im 20. Jahrhundert um fast 20 cm bzw. 1,7 mm/Jahr angestiegen ist. Seit Beginn der Satellitenmessung (1992) betrug der Anstieg global sogar 3,2 mm/Jahr, was einem Anstieg über 100 Jahre um 32 cm entsprechen würde. D.h. die Anstiegsrate hat sich beschleunigt. Der stärkste relative Meeresspiegelanstieg in der Nordsee ereignete sich mit 6,6 mm/Jahr bei Hörnum.

## Sagen
Die Chronik von Hörnum geht mit zahlreichen Sagen einher. So ist immer wieder die Rede von Hexen, die auf Dünen tanzten, aber auch von Geistern ehemaliger Schiffbrüchiger, die von See- und Strandräubern erschlagen worden waren, allen voran der so genannte Dikjendälmann.